# Gervásio Pires
Gervásio Pires Ferreira (Recife, 26 de junho de 1765 – Recife, 9 de março de 1838) foi um comerciante e político brasileiro.
Um dos maiores comerciantes do Brasil, envolveu-se com a Revolução Pernambucana: foi convidado para assumir a contabilidade do governo revolucionário por ser um brilhante homem de cálculos e grande estadista. Acusado pelo crime vago e indeterminado de lesa-Nação, ficou preso por aproximadamente quatro anos e teve os seus bens sequestrados.

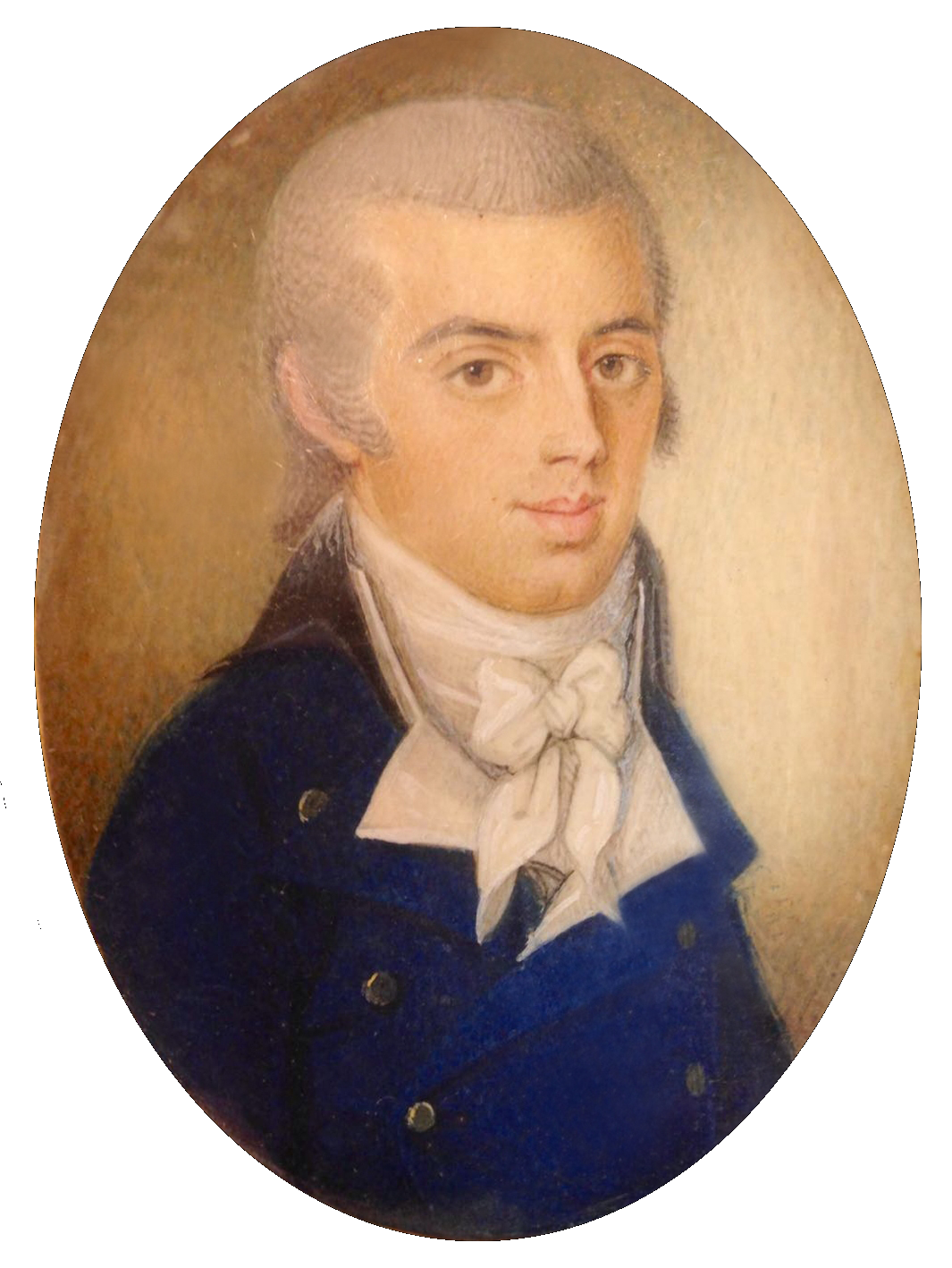
Gervásio Pires aos vinte e sete anos de idade. Camafeu confeccionado em 1792, provavelmente na França. Oferecido por ele a sua esposa.

Esteve à frente da Convenção de Beberibe, e foi presidente da junta governativa pernambucana de 1821–1822.

## Biografia
Gervásio Pires Ferreira nasceu no dia 26 de junho de 1765 na cidade do Recife, filho do português Domingos Pires Ferreira e de Joana Maria de Deus Corrêa Pinto, natural do Recife. Antes de completar dez anos de idade é levado para Portugal para estudar, sendo matriculado inicialmente no Colégio de Mafra, onde estuda humanidades e, depois, na Faculdade de Matemática da Universidade de Coimbra, não concluindo os estudos devido a problemas de saúde (oftalmia). Dessa forma, dedica-se ao comércio na Praça de Lisboa. Casou-se com Genoveva Perpétua de Jesus Caldas, com quem teve dez filhos.
Foi Conselheiro da Província, Conselheiro do Governo, Deputado à Assembléia Geral na legislatura de 1830 a 1833, e Membro da Assembléia Legislativa Provincial. Gervásio Pires criou, dentre outras iniciativas, o Tesouro e Tesourarias Provinciais; a grande lei do orçamento (de 1830); a Lei da fixação das forças de terra; e a adoção do Código do Processo Criminal, por parte da Câmara dos Deputados.